# Hayat Mirshad
Hayat Mirshad (arabisch حياة مرشاد; * 1988) ist eine libanesische Journalistin und feministische Aktivistin. Sie ist unter anderem Gründerin der ersten feministischen Radiosendung im Libanon und Mitbegründerin des Kollektivs Fe-Male.

## Ausbildung
Hayat Mirshad erwarb einen Bachelor of Arts in Englischer Literatur an der Libanesischen Universität in Beirut und absolvierte einen Studiengang über Gender Studies, Entwicklungspolitik und Humanitäre Hilfe (GDHA) an der Libanesisch-Amerikanischen Universität (LAU) in Beirut, der auch ein Curriculum über Frauenstudien in der Arabischen Welt (IWSAW) beinhaltet.

## Karriere
Während und nach ihrem Studium arbeitete Hayat in der Koordinierung und Leitung verschiedener Projekte und Kampagnen zur Gleichstellung der Geschlechter und der Frauenrechte. Sie arbeitete als Autorin, Reporterin, Inhaltsproduzentin und Gastproduzentin für eine Reihe von Medien, darunter Aljadeed TV und OTV sowie die Zeitungen Al-Akhbar, Annahar und die Zeitschrift Al Nidaa.
2007 war Hayat Mirshad Mitbegründerin der gemeinnützigen feministischen Organisation Fe-Male und führt sie heute noch als Co-Direktorin. Fe-Male möchte im Libanon eine gerechten und sicheren Welt für Frauen und Mädchen in all ihrer Vielfalt schaffen.
Seit 2012 ist Hayat Mirshad Chefredakteurin der ersten feministische Radiosendung im Libanon mit dem Titel „Sharika wa Laken“ [Ein noch nicht gleichberechtigter Partner].
Sie arbeitet auch mit dem Programm „Men and Women for Gender Equality“ zusammen, das das  arabische Regionalbüro von UN Women durchführt. Es wird von der Schwedischen Agentur für internationale Entwicklungszusammenarbeit finanziert und soll die Ursachen der Geschlechterungleichheit in der Region erforschen und mithilfe eines „Bottom-up-Ansatzes“ beheben.
Hayat Mirshad ist Kommunikationsdirektorin bei der Demokratischen Versammlung der Libanesischen Frauen (RDFL), einer Frauenrechtsorganisation, die seit den frühen 1980er Jahren im Libanon aktiv ist und sich dafür einsetzt, dass Mädchen und Frauen online wie offline Zugang zu Information, Schutz und Menschenrechte haben. Dafür werden beispielsweise landesweite Märsche organisiert und Projekte gegen patriarchale und korrupte Strukturen organisiert.
Darüber hinaus ist sie Mitglied des Beirats für Frauenfragen bei Care International und Kuratoriumsmitglied beim feministischen jordanischen Kollektiv Takatoat.

## Auszeichnungen
- 2020 Aufnahme in die List of 100 inspiring and influential women from around the world der BBC[9][10]